# Mérinos d'Arles
Le Mérinos d'Arles est une race ovine élevée pour les agneaux et la laine, améliorée dans le sud-est de la France au cours du XIXe siècle, par croisement de brebis locales avec des béliers mérinos espagnols. C'est un mouton de taille moyenne (les brebis  pèsent de 40 à 60 kg), sélectionné à l'origine pour la qualité et la finesse de leur laine, et d'une grande rusticité. Il est bien adapté à la transhumance entre la plaine de la Crau et la haute montagne l'été. Son effectif en France est d'environ 250 000 brebis. On la trouve surtout en région Provence-Alpes-Côte d'Azur et dans des départements voisins: Ardèche, Drôme, Gard, Isère, Savoie.

## Origine
La race Mérinos d´Arles est apparue durant le XIXe siècle dans le sud-est de la France. Il est issu de croisements entre des brebis locales et des béliers mérinos venus d'Espagne, d'où son surnom de mêtisse. C'est la bergerie impériale d'Arles qui a fortement contribué à diffuser cette race dans la région à partir de 1804, imitant ce qui s'était fait à la bergerie (alors impériale) de Rambouillet. Par l'apport de sang mérinos, une race reconnue pour sa production lainière en quantité et en qualité, on cherche tout d'abord à en faire une race destinée à produire de la laine. Le syndicat des éleveurs de mérinos d'Arles est créé en 1921, et une de ses premières initiatives est d'infuser dans la race du sang de mérinos du Châtillonais pour améliorer son format et sa précocité. À partir de 1928 la sélection de la race est confiée au domaine du Merle, et il faut attendre 1946 pour voir naître le flock-book de la race.
Entre 1955 et 1988 on crée un système de haras, rassemblant des béliers qui sont loués aux éleveurs de la région. L'UPRA de la race est créée le 2 février 1978, et reconnue par le ministère de l'Agriculture le 28 avril 1980.

## Répartition
La mérinos d'Arles est principalement concentré dans la région Provence-Alpes-Côte d'Azur, qui regroupe 90 % des effectifs, et notamment dans la plaine de la Crau dans les Bouches-du-Rhône où on dénombre environ 130 000 des 250 000 brebis que compte la race. Cet effectif en fait une des premières races françaises en termes d'effectifs, et la première race de mérinos d'Europe.

## Description

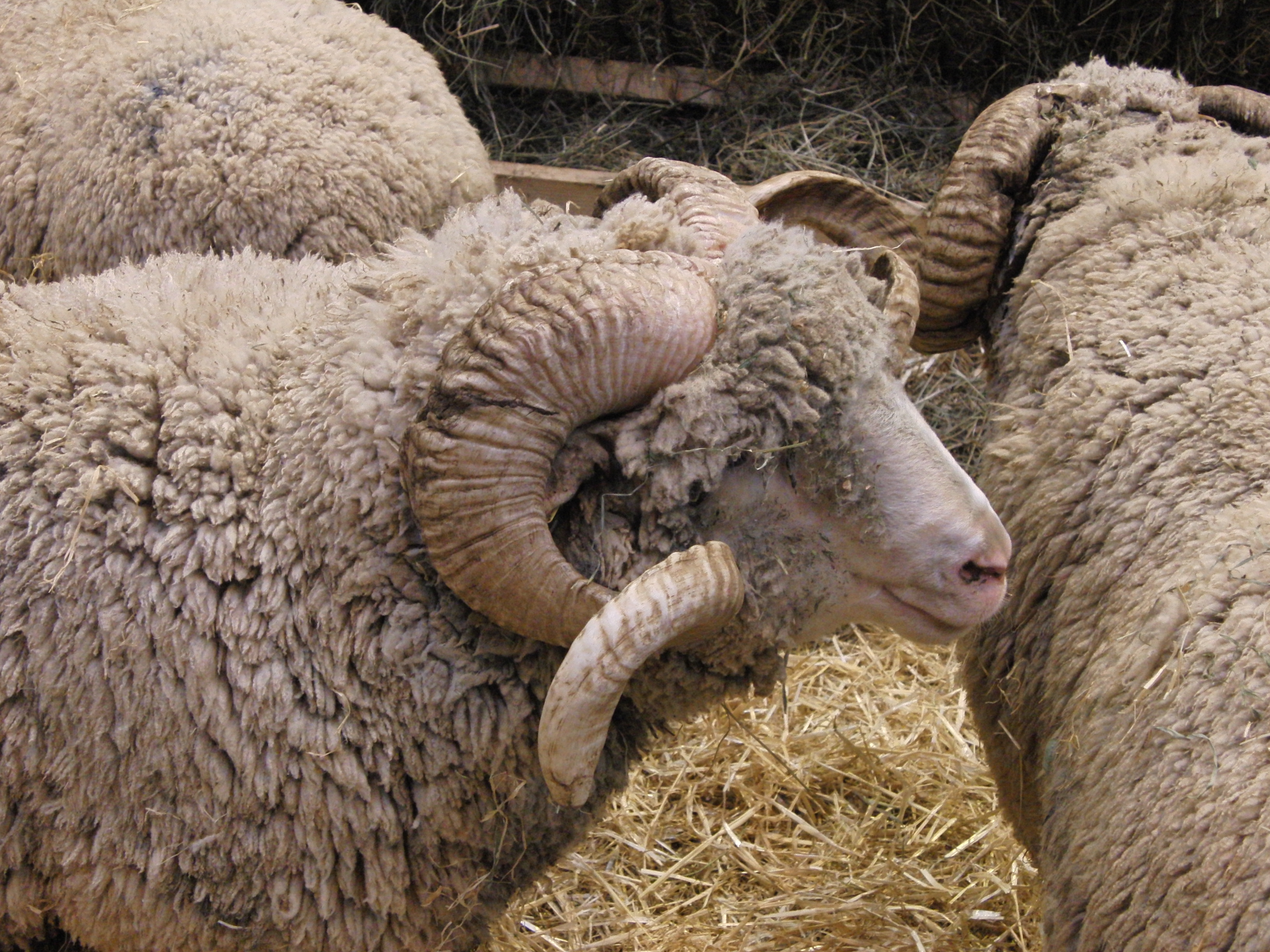
Tête d'un Mérinos d'Arles.

Le mérinos d'Arles est un mouton de petite taille. Les brebis pèsent entre 50 et 55 kg et les béliers entre 80 et 85 kg. Il a acquis de ces ascendants mérinos leur toison caractéristique. Celle-ci est particulièrement abondante, pouvant atteindre 3 kg chez la femelle et 4,5 à 5 kg chez le mâle. Elle recouvre l'intégralité du corps, y compris le front, les joues et les pattes. Elle est composée de mèches tassées, constituées d'une laine blanche aux brins ondulés et longs, très fine.
Il a un front court et assez large, avec un chanfrein légèrement busqué à la peau plissée chez le mâle. Ses oreilles horizontales sont de petite taille, et son cou est de longueur moyenne. La tête porte des cornes enroulées en spirales chez le mâle, bien que l'on trouve aussi des béliers sans cornes et que ceux-ci ont même tendance à être de plus en plus nombreux, préférés aux autres pour des raisons pratiques.

## Aptitudes

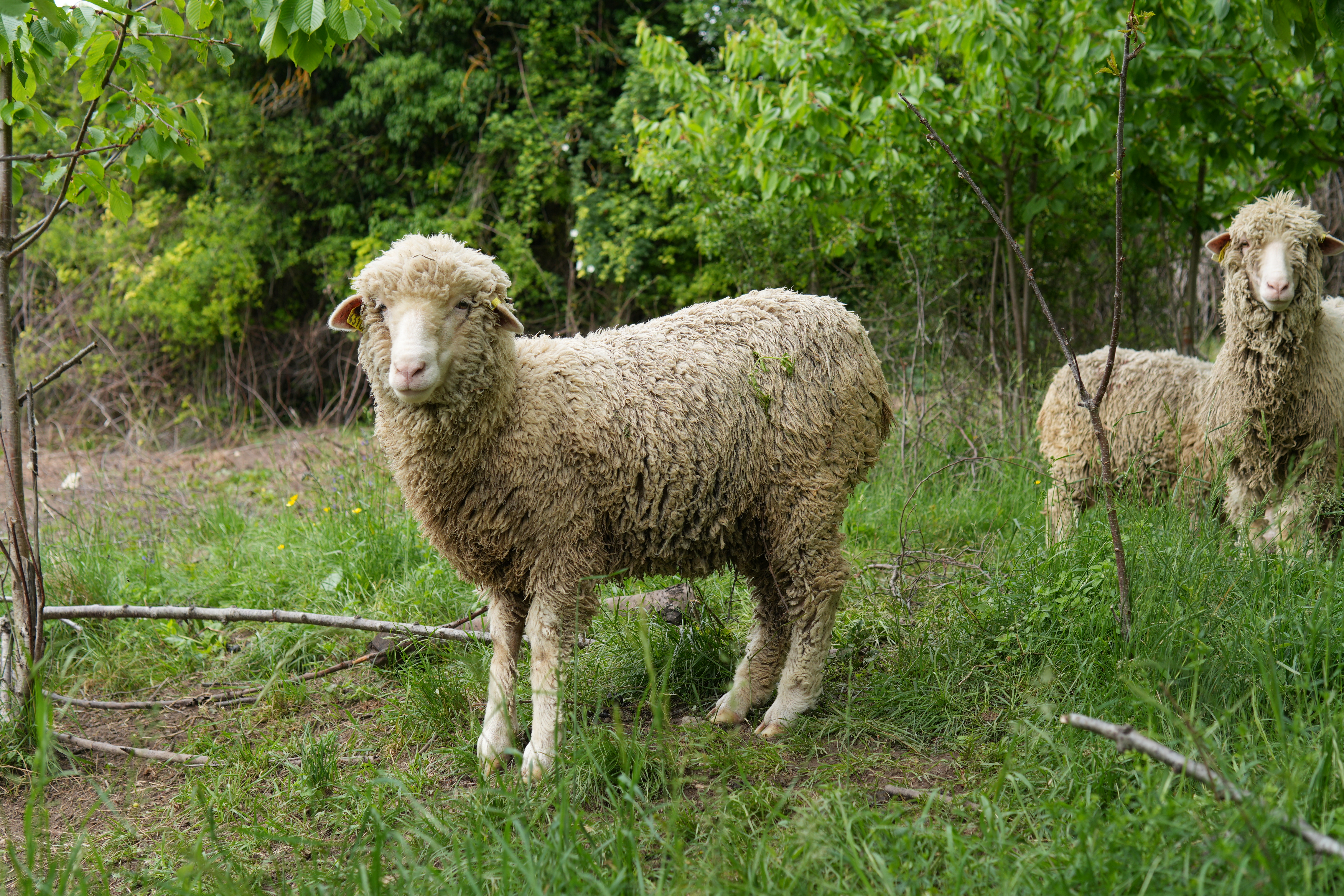
Brebis mérinos d'Arles âgée d'un an.

Le mérinos d'Arles était originellement utilisé pour produire de la laine. Il a en effet acquis les qualités lainières des mérinos, et produit une laine d'une finesse moyenne de 21 micromètres, variant entre 16 et 23 micromètres. Aujourd'hui ce n'est plus son intérêt principal du fait de la morosité du marché de la laine, et elle constitue toujours un complément de revenu. Toutefois, c'est aujourd'hui la production d'agneaux de boucherie qui rémunère les éleveurs. 
C'est un mouton également reconnu pour sa rusticité, bien adapté pour valoriser certaines zones difficiles à haute altitude ou dans des régions sèches. Il supporte bien les écarts importants de température. C'est un mouton qui peut être désaisonné et être mis à la reproduction entre avril à décembre. Il a également des facilités à la vie en grands troupeaux lors de la transhumance car son instinct grégaire est très marqué.

## Élevage

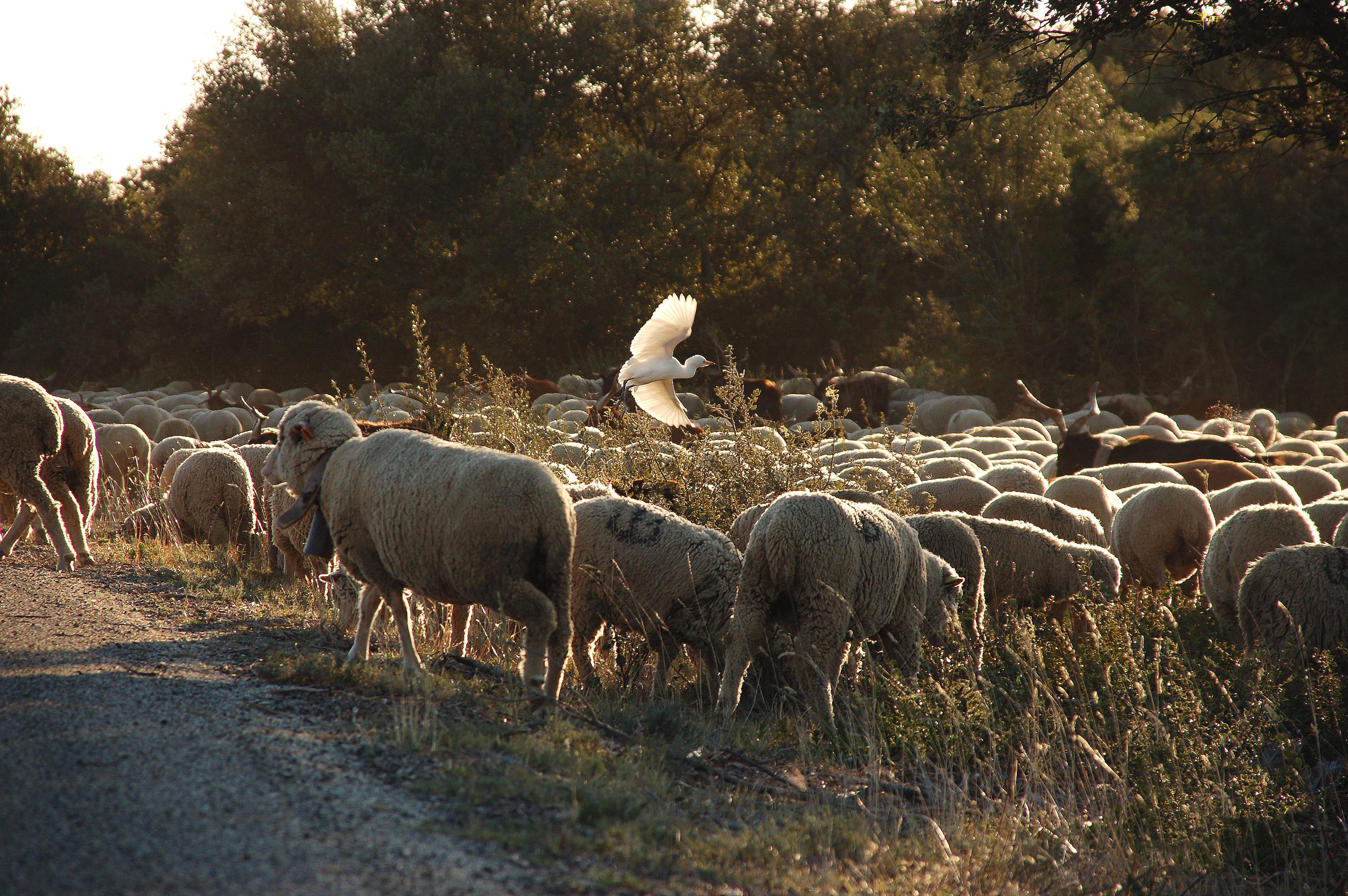
Troupeau de Mérinos d'Arles.

Le mérinos d'Arles est typiquement intégré à des systèmes transhumants, et quitte les plaines méditerranéennes comme celles de la Crau pendant l'été pour rejoindre des estives alpines. On peut plus précisément décomposer leur transhumance en trois étapes : transhumance dans les estives alpines de juin à octobre, retour dans la partie irriguée de la plaine de la Crau d'octobre à mars et séjour dans la partie sèche de la plaine de la Crau de mars à juin. Ainsi, les animaux sont toute l'année au pâturage. Les agnelages ont généralement lieu au retour en plaine, à l'automne. Un autre système avec lutte d'automne et agnelage au printemps existe aussi dans les zones de haute montagne.
Les agneaux nés à l'automne sont souvent finis en bergerie et commercialisés vers 15 à 17 kg de carcasse. Certains sont aussi vendus maigres à des engraisseurs ou finis en montagne. Les agneaux nés au printemps peuvent eux être élevés à l'herbe et finis en bergerie, ou élevés dans les alpages et être vendus de septembre à novembre vers 5 à 7 mois pour un poids vif de 35 à 40 kg.

## Signes de Qualité

### Agneaux de Sisteron (Label Rouge IGP)
Soutenue par la filière locale de la région Provence-Alpes-Côte d'Azur, cette race constitue avec les deux autres races des Alpes du Sud (Préalpes du Sud et Mourerous), le support maternel des agneaux vendus sous la dénomination Agneau de Sisteron, produit Label rouge et IGP (Indication Géographique Protégée).

### Label Rouge Agneau de l'Adret
Dans la région Rhône-Alpes, les éleveurs de la race peuvent s'engager dans la démarche Label Rouge Agneau de l'Adret.

## Sélection

Le logo de l'Organisme de sélection des Races Ovines du Sud-Est

En 2010, l'Organisme de Sélection (OS) Races Ovines du Sud-Est, qui regroupe les races Mérinos d'Arles, Mourérous, et Préalpes du Sud, reçoit l'agrément du Ministère de l'Agriculture. Il a pour mission de:
- Définir les orientations des races et des objectifs de sélection;
- Gérer les fichiers raciaux;
- Qualifier les reproducteurs mâles et femelles;
- Coordonner le travail technique du centre d'élevage de jeunes béliers situé à Sisteron (Alpes-de-Haute-Provence);
- Communiquer sur les races dans les manifestations et les salons régionaux et nationaux.

En 2024, le schéma de sélection de la race Mérinos d'Arles s'appuie sur 20 élevages, soit un effectif de 15 500 brebis soumises au contrôle de performance. 
La sélection génétique se fait prioritairement sur la voie mâle et sur ascendance: les mâles retenus sont sélectionnés à partir des performances de leurs parents. Les principaux objectifs du schéma de sélection de la race sont:
- Conservation des caractères de la race: morphologie générale de l'animal, qualité de l'encornement (lorsqu'il est présent), rusticité, dessaisonnement;
- Amélioration des qualités maternelles: valeur laitière et prolificité des brebis;
- Amélioration de la résistance à la tremblante.

C'est une race peu prolifique, puisque sa prolificité est de 122 % en moyenne. Par contre, c'est une race très maternelle. Le Poids-Age-Type 30 jours est de 12,1 kg en moyenne.
Le centre d’élevage des jeunes béliers Mérinos d’Arles se trouve au GAEC de saint Domnin à Sisteron (Alpes-de-Haute-Provence), qui accueille également la race Préalpes du Sud. Chaque année, le centre d’élevage reçoit 2 bandes d’environ 150 béliers de 5-6 mois rentrant en mars et en juillet pour des ventes en juillet et novembre. Ils sont choisis parmi les agneaux nés des meilleures brebis de la race (valeur laitière, prolificité, résistance à la tremblante). Ils sont vendus en priorité aux éleveurs de la base de sélection puis aux coopératives qui diffusent aux éleveurs utilisateurs.
Le schéma de sélection Mérinos d'Arles n'utilise plus l'insémination artificiel depuis 2017 pour diverses raisons (coût élevé, logistique complexe, faible taux de réussite). Afin de pallier la moindre connaissance de l'ascendance paternelle à la suite de l'arrêt de l'insémination, l’OS ROSE est le premier OS en France à utiliser l’assignation de parenté en routine sur les agnelles de ses schémas de sélection (Mérinos d'Arles, Préalpes du Sud et Mourérous).